# Nikolaus Berwanger

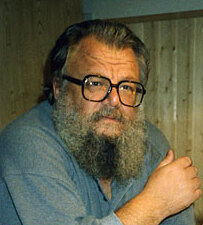
Nikolaus Berwanger, 1988

Nikolaus Berwanger (* 5. Juli 1935 in Freidorf, Königreich Rumänien; † 1. April 1989 in Ludwigsburg) war ein deutscher Schriftsteller und Journalist aus Rumänien. Bevor er 1984 Rumänien verließ, war er dort auch als Politiker tätig.

## Leben
Nikolaus Berwanger wurde als zweites von drei Kindern einer sozialdemokratischen banatschwäbischen Arbeiterfamilie geboren. Er besuchte die Volksschule in Freidorf und die Textilfachschule in Timișoara (deutsch Temeswar).
Mit 15 Jahren war er jüngstes Mitglied des Deutschen Antifaschistischen Komitees in Rumänien (rumänisch Comitetul Antifascist German (Antifa)). Über diese Organisation, gegründet 1949 von der Rumänischen Arbeiterpartei (rumänisch Partidul Muncitoresc Român), kam er 1952 als Journalist zur deutschsprachigen Tageszeitung Neuer Weg, Bukarest. Ab 1958 war er in Temeswar „Neuer Weg“-Korrespondent für die Region Banat. Er machte einen Abschluss an der philologischen Fakultät der Temeswarer Universität (nach der politischen Wende 1989 Universität des Westens Timișoara), Fachgebiet deutsche und rumänische Sprache und Literatur. Berwanger war stellvertretender Vorsitzender des rumänischen Journalistenrates, Mitglied im Leitungsrat des Schriftstellerverbandes Rumäniens und der Temeswarer Schriftstellervereinigung sowie Mitbegründer und Leiter des Literaturkreises „Adam Müller-Guttenbrunn“.
1957 trat Berwanger der Rumänischen Arbeiterpartei bei, die 1965 in Rumänische Kommunistische Partei (RKP) umbenannt wurde. Er war Büromitglied des Kreisparteikomitees Timiş, „stellvertretender Vorsitzender des Rates der Werktätigen deutscher Nationalität in Rumänien, Vorsitzender des Kreisrates Temesch der mitwohnenden Nationalitäten – ein exponierter Funktionär, der auf Partei- und Staatsebene sowie in Bereichen des kulturellen Lebens zahlreiche Aufgaben wahrnahm.“
Am 3. Juli 1968 fand in Anwesenheit von Nicolae Ceauşescu die „Beratung beim ZK der RKP mit Wissenschaftlern und Kulturschaffenden aus den Reihen der deutschen Nationalität“ statt. Die Teilnehmer waren „die Genossen: Anton Breitenhofer, Arnold Hauser, Paul Schuster, Eduard Eisenburger, Carl Göllner, Carl Saal, Johann Wolf, Nikolaus Berwanger, Hanns Schuschnig, Ewalt Zweyer, Georg Scherg, Norbert Petri, Paul Schuller und Franz Liebhard“, ebenfalls geladen waren Johann Székler und Hedi Hauser. Anfang November 1968 nahm Berwanger mit anderen Vertretern der deutschen Minderheit an Versammlungen zur Gründung der Kreisräte der Werktätigen aus den Reihen der mitwohnenden Nationalitäten statt. Der Titel des Berichts über die Gründung des Gremiums im Kreis Timiș lautete: „Alle unsere Kräfte zur Verwirklichung der Parteipolitik“.
Ab 1969 bis zum Spätherbst 1984 war Berwanger Chefredakteur der Neuen Banater Zeitung, Temeswar, in der regelmäßig auch die Literatur-Beilage Pipatsch in Banater Mundart erschien. In Temeswar versammelte Berwanger auch eine Gruppe junger Literaten um sich, aus der die spätere Literaturnobelpreisträgerin Herta Müller hervorging.
Im Herbst 1984 kehrte Berwanger von einer Auslandsreise in die Bundesrepublik Deutschland nicht mehr nach Rumänien zurück. Er lebte zuerst in Ludwigsburg. 1987 war er als wissenschaftlicher Mitarbeiter beim Deutschen Literaturarchiv in Marbach am Neckar tätig. 1986 und 1987 folgten Aufenthalte als Gastdozent an den Universitäten von Portland und Albuquerque in den Vereinigten Staaten. 1988 hielt er Lesungen und Vorträge in der Deutschen Botschaft, der Deutschen Schule Washington, der Maryland-Universität und der George Mason University. Berwanger war in zweiter Ehe mit Sigrid Eckert-Berwanger verheiratet. Aus seiner ersten Ehe mit Katharina Berwanger, geb. Wagner, hatte er zwei Kinder, Karin Astrid und Harald.

## Veröffentlichungen

### Lyrik
- Ich hänge mein Gesicht nicht an den Nagel, Dialektgedichte (Bukarest, 1976)
- Spätes Bekenntnis, Gedichte (Bukarest, 1979)
- Schneewittchen öffne deine Augen, Gedichte (Timișoara, 1980)
- Letzte Polka, Dialektgedichte, (Bukarest, 1982)
- An meine ungeborenen Enkel, Gedichte (Timișoara, 1983)
- Steingeflüster, Gedichte, (Hildesheim, 1983)
- Die schönsten Gedichte, (Bukarest, 1984)
- Offene Milieuschilderung, Gedichte, (Hildesheim, 1985)
- Ich möcht mich verabschieden, Dialektgedichte mit Tuschzeichnungen von Gert Fabritius (Stuttgart, 1987)
- In Liebe und in Haß – der große Schwabenausverkauf und andere Texte, (Hildesheim, 1987)
- Du hast nicht  Dein Leben Du hast Deine Zeit gelebt, Gedichte aus dem Nachlass, (Hildesheim, 1992)

### Prosa
- Schwäbisches, Dialektprosa (Bukarest, 1971)
- Satirische Briefe, Dialektprosa (Timișoara, 1974)
- Adam Müller-Guttenbrunn, Bildmonographie (Bukarest, 1977)
- Geschichten über Seppi und Peppi, Prosa für Kinder, (Timișoara, 1979)
- Hallo, mein Knecht, Theater, (Bukarest, 1981)
- Meine Oma und andere Erzählungen, (Sersheim, 1987)

### Fernsehdokumentationen
- Der Dichter Nikolaus Lenau und das Banat
- Ein Banater Maler (Franz Ferch)
- Die Geschichte eines Gemäldes (Stefan Jäger)
- Adam Müller-Guttenbrunn heute
- Johann Szimits, der Begründer des schwäbischen Schrifttums im Banat
- Der Temeswarer Dichter und Kulturhistoriker Franz Liebhardt
- Die Seele der Erde, in rumänischer Sprache
- Ich habe Wasser aus der Bega getrunken, in rumänischer Sprache
- Temeswarer Denkmäler, in rumänischer Sprache

### Sonstiges
Die Neue Banater Zeitung (NBZ), deren Chefredakteur Nikolaus Berwanger viele Jahre war, hat er nicht nur inhaltlich geprägt, sondern als leidenschaftlicher Vertreter
der banatschwäbischen Mundartdichtung auch die Dialektbeilage Pipatsch gegründet und (bis 1984) herausgegeben. Die NBZ, die „Pipatsch“, die zahlreichen anderen Beilagen, Wochenblätter und Aktionen der Zeitung waren für die Banater Schwaben in einer wirtschaftlich und politisch schwierigen Zeit im Rumänien der 1970er und 1980er Jahre von großer Bedeutung und haben sicherlich wesentlich zur Stärkung des Selbstbewusstseins dieser deutschsprachigen Minderheit beigetragen.
Er war Herausgeber des ersten Volkskalenders der NBZ (1978, ff).

## Rezeption
Nikolaus Berwanger war in Rumänien eine Persönlichkeit des öffentlichen Lebens; sein Bekanntheitsgrad innerhalb der banatschwäbischen Volksgruppe war groß. Im Mai 1987 schrieb er über jene Zeit:
„Ich habe bewusst Politik gemacht, unter nicht einfachen Bedingungen, mit dem Hauptziel, damals in Rumänien eine neue deutsche Kulturlandschaft zu gestalten. […] Ich dachte, die tägliche Kleinarbeit wäre ein bescheidener Beitrag zu erhoffter Erneuerung im Land. Ich und meine Freunde dachten, man könne tatsächlich über Bildung, über Literatur, über Kultur als Ganzes auf den politischen Alltag wirklich Einfluss nehmen. Die kleine NBZ, mit einer täglichen Auflage von 20.000, konnte sich in der rumänischen Medienlandschaft zeigen, wurde allerdings zusehends ‚gefährlich‘. Dabei hatten wir lediglich versucht, ein wenig Demokratie bzw. Pressefreiheit zu praktizieren, und keiner von uns war ein Held, wir haben nur viel später resigniert, als andere Personen oder Gruppen. (...) Ich fühlte mich für alle negativen Auswüchse des Sozialismus im damaligen Rumänien, für alle seine die Menschlichkeit verletzenden Erscheinungen mitverantwortlich; ich wollte verbessern, ich wartete auf die große Wende, ich wollte das für mich heilige Wort Demokratie vor das Wort Sozialismus setzen.“
Margit Pflagner: In den wenigen Jahren, die ihm in der neuen Heimat gegeben waren, hat er weiterhin publiziert, und hat, in seinen Gedichten, seiner Prosa und in seinen Artikeln sowie bei Lesungen und Vorträgen wieder versucht: „die Situation seiner Heimat durch Dichtung einzukreisen, sie zu bewältigen, nicht nur für sich persönlich, sondern Worte zu finden, die Tragik, Zweifel und einen Rest von Hoffnung auszudrücken. Er ist […] derselbe geblieben, ein Kämpfer […], dessen Texte sich literarisch kaum einordnen lassen. Doch ist der Standpunkt, von dem aus er spricht, ein anderer geworden. Stand er bisher im Mittelpunkt des Geschehens, […] so steht er jetzt außen, ein Außenstehender ist er geworden, mit großer Freiheit zum Sagen, der sich dennoch nicht lösen kann von dem, was er hinter sich lassen musste.“
Zeitlebens war er eine umstrittene Persönlichkeit, ein aufrechter Charakter, ein unbequemer Kämpfer auf vielen verschiedenen Barrikaden, ein Idealist, der sich für seine Ideen, seine Sache selbstlos einsetzte, mit dem Risiko, schließlich bitter enttäuscht zu werden und mit der Einsicht, wie er selber in einem Gedicht bedauert, die Leiter an die falsche Wand angelegt zu haben. Richard Wagner würdigte Berwanger 2006 in einem Vortrag in München. Er bezeichnete ihn darin als „Problemlöser“, als „Kopf einer kritischen Dialektlyrikschule in Temeswar“ und als „Mann der Stunde“: „Nikolaus Berwanger war als Parteifunktionär gewiss eine völlig untypische Erscheinung für die kommunistische Hierarchie. Gleichzeitig repräsentierte er einen Typus, für den es gerade in einer Diktatur, deren Gelenke, milde ausgedrückt, nicht mehr viel taugten, eine Menge zu tun gab. Er war ein Problemlöser. Hatte man irgendeine Hürde bei was auch immer zu bewältigen und wusste nicht weiter, ging man zu ihm. Zu den Hauptmerkmalen solcher Problemlöser gehörte es, jeden anzuhören, egal, was er vorzubringen hatte. Damit überschritten sie bereits den üblichen Verhaltenskodex des Systems. Sie wirkten nonkonformistisch und machten damit auf die Leute einen guten Eindruck.“ Und schließlich kommt Wagner zu einer doch sehr einseitigen Schlussfolgerung: „da das kommunistische System uns als Rumpelkammer erscheint, gilt es vor allem die Leistungen in jenen finsteren Zeiten aus dem großen, kalten Strom der Geschichtsbewegung herauszuschälen, um ihre Bedeutung, vielleicht auch ihre Geschichtsmächtigkeit dem Vergessen zu entreißen und sie zu uns, den Gegenwärtigen, sprechen zu lassen.“
Dieter Michelbach: „Nikolaus Berwanger gehört zu den namhaften Persönlichkeiten der Banater Schwaben. Mit seinem Namen sind Identitätsbewahrung und politisches Handeln dieser Gruppe aufs engste verknüpft [...].“ Als Kulturpolitiker leistete er einen bedeutenden „Beitrag zur Umstrukturierung der Neuen Banater Zeitung“, zudem setzte er sich „für den Erhalt der deutschen Schulen in der Zeit des rumänischen Nationalkommunismus“ ein.
Elke Sabiel: „Berwanger war ein Macher, der das kulturelle Leben nachhaltig gefördert hat. […] In seinem Beitrag Das Verhältnis Nikolaus Berwanger zur AG Banat aus der Sicht der Securitate ging Stefan Sienerth auf die Position Berwangers im seinerzeitigen Machtgefüge ein. […] Er nannte Dinge beim Namen und wies auf Missstände hin, war aber auch bereit, mit den Machtträgern Kompromisse zu schließen. Unter Beobachtung der Securitate stand er seit den 1960er Jahren, wurde allerdings nicht übermäßig observiert, da er das Vertrauen der RKP genoss. Dennoch ist seine Secu-Akte über tausend Seiten stark! Über die jungen Autoren hielt er seine schützende Hand und öffnete die NBZ für kritische Themen.“
Der Nachlass ist beim Institut für deutsche Kultur und Geschichte Südosteuropas e. V. (IKGS) öffentlich zugänglich.